# Bertram Williams
Pour les articles homonymes, voir Williams.
Bertram Mills Williams, né le 18 décembre 1876 à Bridgetown et mort le 24 janvier 1934 à Pugwash, est un tireur sportif canadien.

## Carrière
Bertram Williams participe aux Jeux olympiques de 1908 à Londres où il est médaillé de bronze en rifle d'ordonnance par équipes.